# Centre per al Desenvolupament Tecnològic i Industrial
El Centre per al Desenvolupament Tecnològic Industrial (CDTI) és una entitat pública empresarial espanyola dependent des de l'any 2011 del Ministeri d'Economia i Competitivitat d'Espanya (anteriorment del Ministeri de Ciència i Tecnologia d'Espanya i abans de la creació d'aquest Ministeri en la VIII Legislatura d'Espanya, del Ministeri d'Indústria, Turisme i Comerç d'Espanya).
Des de la seva creació en 1977 el CDTI ha realitzat una activa labor de suport financer i assessorament tecnològic d'empreses espanyoles, la qual cosa li ha convertit en instrument bàsic de la política tecnològica empresarial del Govern espanyol. El CDTI té assignada la missió de gestionar bona part de les línies d'ajudes de la R+D+i estatals a Espanya, tant a nivell nacional com a internacional. Forma part de la Xarxa Europea d'Agències d'Innovació.

## Funcions
- Avaluació tècnico-econòmica i finançament de projectes de R+D desenvolupats per empreses.
- Gestió i promoció de la participació espanyola en programes internacionals de cooperació tecnològica.
- Promoció de la transferència internacional de tecnologia empresarial i dels serveis de suport a la innovació tecnològica.
- Suport a la creació i consolidació d'empreses de base tecnològica.

## Directors generals
- Maurici Lucena (2004-2010)
- Francisco Marín Pérez (2015-2018)[2]
- Javier Ponce (2018-)[3]